# Page McConnell (album)
Page McConnell è un album dell'omonimo ex-tastierista dei Phish, pubblicato il 17 aprile 2007 per la Sony. È stato registrato in un periodo di due anni in seguito allo scioglimento dei Phish.

## Tracce
1. Beauty of a Broken Heart – 3:41
2. Heavy Rotation – 10:44
3. Maid Marian – 5:10
4. Close to Home – 4:21
5. Runaway Bride – 3:57
6. Back in the Basement – 8:28
7. Rules I Don't Know – 6:05
8. Complex Wind – 5:04
9. Everyone But Me – 5:07

Tutte le tracce sono state scritte da Page McConnell.